# 奥娜·帕尔维艾宁
奥娜·帕尔维艾宁（芬蘭語：Oona Parviainen，1977年9月5日—），芬兰女子冰球运动员，场上位置是前锋。她曾代表芬兰国家队参加2002年和2006年冬季奥林匹克运动会冰球比赛，均获得第四名。